# Сондерс, Таунсенд
Та́унсенд Со́ндерс (англ. Townsend Saunders; род. 20 апреля 1967, Уайт-Сэндс) — американский борец вольного стиля, представитель лёгкой весовой категории. Представлял национальную сборную США по борьбе в период 1991—1996 годов, серебряный призёр летних Олимпийских игр Атланте, победитель Игр доброй воли, двукратный чемпион Панамериканских игр. Дважды выступал в смешанных единоборствах на турнирах UFC.

## Биография
Таунсенд Сондерс родился 20 апреля 1967 года в поселении Уайт-Сэндс округа Донья-Ана, штат Нью-Мексико.

### Вольная борьба
Серьёзно занимался борьбой ещё во время учёбы в старшей школе в Торрансе, в 1985 году стал финалистом чемпионата Калифорнии. Поступив в Университет штата Калифорния в Бейкерсфилде, сразу же присоединился к местной борцовской команде, выступал на различных студенческих соревнованиях, в частности в 1987 году одержал победу во втором дивизионе Национальной ассоциации студенческого спорта. Позже перевёлся в Университет штата Аризона, где дважды получал статус всеамериканского спортсмена.
Первого серьёзного успеха на взрослом международном уровне добился в сезоне 1991 года, когда вошёл в основной состав американской национальной сборной и побывал на Панамериканских играх в Гаване, откуда привёз награду золотого достоинства, выигранную в лёгкой весовой категории вольной борьбы.
Благодаря череде удачных выступлений удостоился права защищать честь страны на летних Олимпийских играх в Барселоне. Тем не менее, проиграл здесь всем своим соперникам, в том числе уступил титулованному советском борцу Арсену Фадзаеву.
В 1994 году завоевал золотую медаль на Играх доброй воли в Санкт-Петербурге.
В 1995 году одержал победу на Панамериканских играх в Мар-дель-Плата.
Находясь в числе лидеров борцовской команды США, благополучно прошёл отбор на Олимпийские игры в Атланте — на сей раз завоевал серебряную олимпийскую медаль, проиграв в решающем финальном поединке россиянину Вадиму Богиеву. Вскоре по окончании этих соревнований принял решение завершить карьеру борца.

### Грэпплинг
В 1997 году отметился выступлением по грэпплингу, выиграв решением у мастера бразильского джиу-джитсу Андре Педернейраса.

### Смешанные единоборства
Добившись больших успехов на любительском уровне, Сондерс решил попробовать себя в смешанных единоборствах и подписал контракт с крупнейшей бойцовской организацией США Ultimate Fighting Championship. В 1998 и 1999 годах провёл здесь бои против Пэта Милетича и Майки Бёрнетта, но обоим проиграл по очкам.